# Parlamento de las cosas
Un Parlamento de las Cosas es el término acuñado por Bruno Latour en su libro “Nunca fuimos modernos”, el cual hace referencia a una nueva forma de organización social que se interese en los derechos de las cosas, protegiendo los derechos colectivos de las cosas u objetos híbridos.

## Concepto
Según plantea el autor, Nosotros no tenemos que crear este Parlamento de la nada, llamando para otra revolución. Simplemente tenemos que ratificar lo que siempre hemos hecho, siempre que reconsideremos nuestro pasado, siempre que entendamos retrospectivamente hasta qué punto hemos sido modernos, y siempre que reunamos las dos mitades del símbolo roto por Hobbes y Boyle como una señal de reconocimiento. La mitad de nuestra política se construye en la ciencia y la tecnología. La otra mitad de la Naturaleza se construye en sociedades. Vamos a parchar las dos juntas de nuevo, y la tarea política de empezar otra vez. [Bruno Latour, Nunca hemos sido modernos]
A pesar de que para Latour la constitución política ha existido desde siempre, hace referencia a una nueva forma de concebir la dimensión política de lo social, donde los humanos tienen privilegios sobre los no humanos. La constitución moderna alude a la cuestión política del contexto social y a la cuestión de la formación de los principios de una sociedad. Para Latour los elementos no humanos deben ser sumados a la nueva constitución y tener mediadores para funcionar en esta constitución moderna
Latour asevera que todo se interrelaciona, nada está aislado. Rescata el fenómeno existente de la simetría perfecta, la cual implica tener en cuenta los variados aspectos relacionados con un fenómeno. Implica una cuestión dialéctica, de tener en cuenta varias causas. En relación con este fenómeno, el autor menciona la caída del muro de Berlín, ya que las perspectivas que entran en juego con ese acontecimiento se equilibran, se da una doble simetría, ya que para uno este fenómeno implicó el inicio del capitalismo y para otros el fin de un régimen.
Como se ha mencionado desde la crítica que el autor hace a los modernos, surge su idea de que "nunca fuimos modernos", este aporte los sostiene desde el hecho que siempre existió la interrelación entre las diferentes ciencias y posturas, pero en la modernidad nunca se la aceptó sino que se tenía una mirada particularista, rigurosa, que aísla desde su propia perspectiva sin integrar otras. Los científicos privilegiaban su saber por sobre el de los otros. El moderno se centra en: eficacia, verdad y rentabilidad, no comprende las redes que tejen nuestro mundo.

## Garantías
Las cuatro garantías de la Constitución moderna son para Latour: (a) que la naturaleza (esto es, las cosas, los objetos) es “trascendente”, universal en el tiempo y el espacio; (b) que la sociedad (el sujeto, el Estado) es “inmanente”, esto es, que es construida continua y “artificialmente” por parte de los ciudadanos y los sujetos; (c) que los “sistemas de traducción” entre estas dos primeras esferas están “prohibidos”, esto es, la “separación de poderes” entre estas dos esferas está “asegurada”; (d) que un “Dios tachado” actúa como “árbitro” de este dualismo.